# Kędrzyno
Kędrzyno (deutsch Gandelin) ist ein Dorf in der Woiwodschaft Westpommern in Polen. Es gehört zu der Gmina Siemyśl (Landgemeinde Simötzel) im Powiat Kołobrzeski (Kolberger Kreis). 

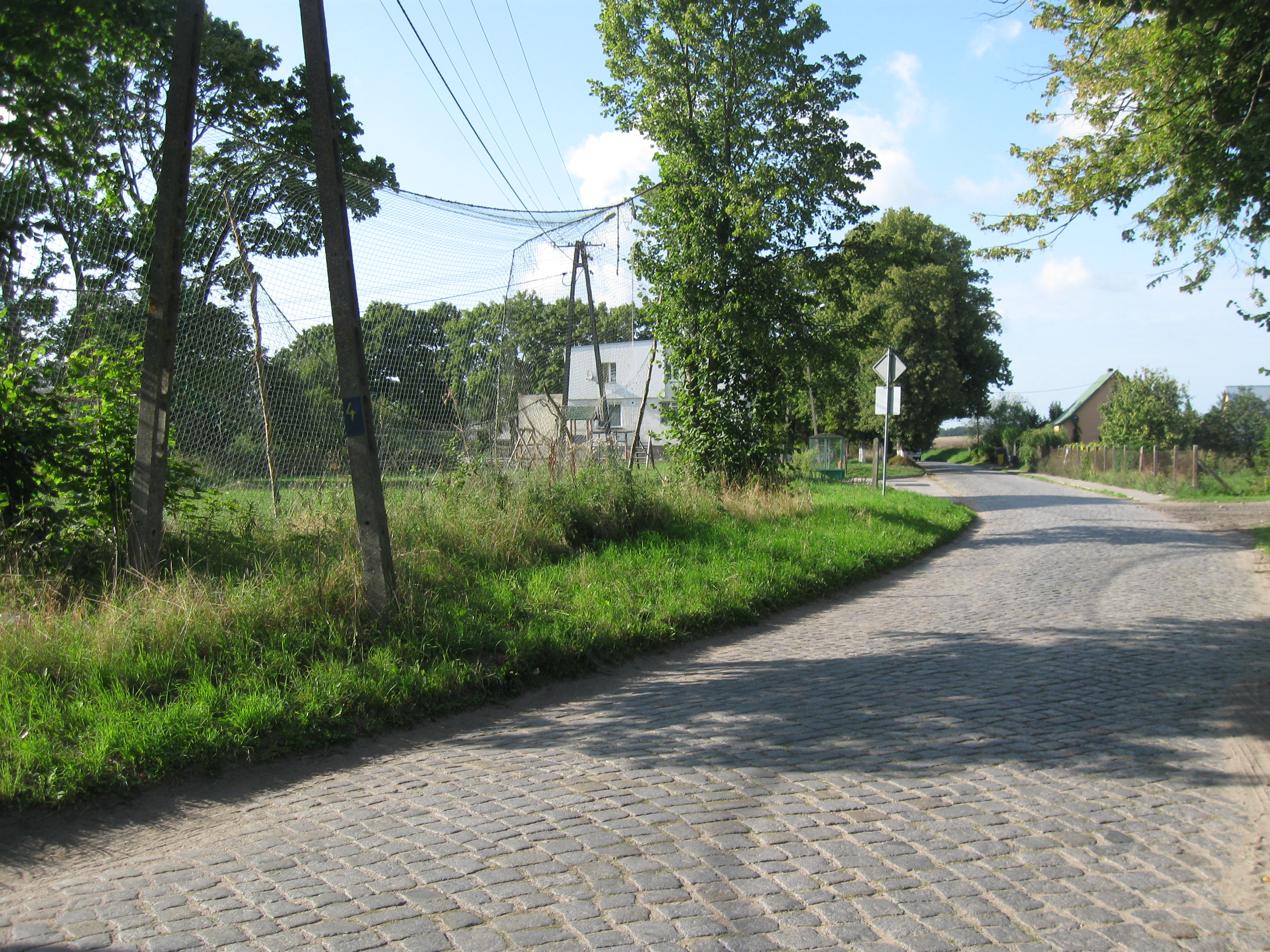
Ortsbild (Aufnahme von 2013)

## Geographische Lage
Das Dorf liegt in Hinterpommern, etwa 90 Kilometer nordöstlich von Stettin und etwa 15 Kilometer südwestlich von Kołobrzeg (Kolberg). 
Westlich des Dorfes fließt von Süd nach Nord die Dębosznica (Kreiherbach). 
Nördlich des Dorfes verläuft von West nach Nordost die Woiwodschaftsstraße 102, deren Verlauf hier der ehemaligen Reichsstraße 161 entspricht. Die nächsten Nachbarorte sind im Norden hinter der Woiwodschaftsstraße Głąb (Neumühl), im Osten Byszewo (Büssow) und im Süden Świecie Kołobrzeskie (Schwedt). Der zum Dorf gehörende Wohnplatz Paprocie (Elisenhof) liegt etwa 2½ km nordöstlich des Dorfes, der Wohnplatz Wędzice (Vandüz) etwa 1½ km südlich. 

## Geschichte
Das Dorf wurde im Mittelalter im Herzogtum Pommern im Rahmen der Deutschen Ostsiedlung angelegt. Die ursprüngliche Dorfform war die eines Sackgassendorfes. Das Dorf wird erstmals, unter dem Ortsnamen „Chandurino“, in einer Urkunde aus dem Jahre 1276 genannt, mit der der Camminer Bischof Hermann von Gleichen die Ausstattung des Kolberger Domkapitels regelte. 
Auf der Großen Lubinschen Karte des Herzogtums Pommern von 1618 ist „Gandelin“ eingetragen. Im 17. Jahrhundert war Gandelin ein Lehen der adligen Familie Manteuffel. Unter den Besitzern waren der Landrat Christoph Arnd von Manteuffel und dann dessen Sohn, der kursächsische Gesandte und Kabinettsminister Ernst Christoph von Manteuffel (* 1676; † 1749). Ernst Christoph von Manteuffel ließ im Jahre 1731 seinen Besitz an Gandelin von einem Lehen in erbliches Eigentum umwandeln („allodifizieren“), ebenso wie gleichzeitig seinen Lehnsbesitz an Kerstin, Krühne und Kruckenbeck. 1748 verkaufte er Gandelin zusammen mit Kerstin, Krühne und Kruckenbeck an seine Tochter Henriette Johanne Konstantina und deren Gemahl Balthasar Friedrich von der Goltz. Doch bereits 1764 verkaufte die Witwe Gandelin wieder. Im weiteren 18. und im 19. Jahrhundert wechselte Gandelin öfter den Besitzer.   
In Ludwig Wilhelm Brüggemanns Ausführlicher Beschreibung des gegenwärtigen Zustandes des Königlich Preußischen Herzogtums Vor- und Hinterpommern (1784) ist Gandelin unter den adeligen Gütern des Fürstentums Cammin aufgeführt. In Gandelin gab es damals ein Vorwerk, also den Gutsbetrieb, eine Schäferei und fünf Bauern, insgesamt 8 Haushaltungen („Feuerstellen“).
Im Jahre 1888 ließ der Besitzer das Gut Gandelin aufteilen. So entstanden 27 neue Hofstellen. Das bisherige Vorwerk Elisenhof wurde als Ganzes verkauft, doch ließ der Erwerber Elisenhof im Jahre 1895 seinerseits in 11 Hofstellen aufteilen. 
Im 19. Jahrhundert bestanden der Gutsbezirk Gandelin und die Landgemeinde Gandelin nebeneinander. Der Gutsbezirk umfasste (Stand 1864) eine Fläche von 601 Hektar, die Landgemeinde ein Gemeindegebiet von 212 Hektar. 
Nach der Aufsiedlung des Rittergutes und des Vorwerks Elisenhof wurde der Gutsbezirk im Jahre 1901 in eine Landgemeinde umgewandelt, die den Namen Neu Gandelin erhielt.  Etwa zwei Jahrzehnte lang bestanden die kleinere Landgemeinde Gandelin und die größere Landgemeinde Neu Gandelin nebeneinander. Im Jahre 1905 zählte Gandelin 104 Einwohner, Neu Gandelin 280 Einwohner. Nach dem Ersten Weltkrieg wurden die beiden  Landgemeinden zu einer einzigen Landgemeinde zusammengelegt. 
In amtlichen Landkarten der ersten Hälfte des 20. Jahrhunderts wurde ein südlich von Gandelin gelegener Abbau mit dem eigenen Ortsnamen Vandüz geführt. 
Bis 1945 gehörte die Gemeinde Gandelin zum Landkreis Kolberg-Körlin der Provinz Pommern. Neben Gandelin wurde als Wohnplatz amtlich nur Neu Gandelin geführt, nicht hingegen Elisenhof und Vandüz.
Nach dem Zweiten Weltkrieg kam Gandelin, wie alle Gebiete östlich der Oder-Neiße-Grenze, an Polen. Das Dorf erhielt den polnischen Ortsnamen „Kędrzyno“.

## Entwicklung der Einwohnerzahlen
- 1816: 119 Einwohner[4]
- 1864: 248 Einwohner[4]
- 1905: 384 Einwohner[4]
- 1925: 378 Einwohner[4]
- 1939: 330 Einwohner[4]